# ボンポルト
ボンポルト（伊: Bomporto）は、イタリア共和国エミリア＝ロマーニャ州モデナ県にある、人口約10,000人の基礎自治体（コムーネ）。

## 地理

### 位置・広がり

#### 隣接コムーネ
隣接するコムーネは以下の通り。
- バスティリア
- カンポサント
- メドッラ
- モーデナ
- ノナントラ
- ラヴァリーノ
- サン・プロスペロ
- ソリエーラ

### 気候分類・地震分類
ボンポルトにおけるイタリアの気候分類 (it) および度日は、zona E, 2244 GGである。
また、イタリアの地震リスク階級 (it) では、zona 3 (sismicità bassa) に分類される。

## 行政

### 分離集落
ボンポルトには、以下の分離集落（フラツィオーネ）がある。
- Gorghetto, San Michele, Solara, Sorbara, Villavara

## 姉妹都市
- モーラ・ディ・バーリ、イタリア 2013年